# جوني هنتلي
جوني هنتلي (بالإنجليزية: Joni Huntley)‏ هي منافسة ألعاب القوى أمريكية، ولدت في 4 أغسطس 1956 في ميكمينفيل في الولايات المتحدة.

## وصلات خارجية
- جوني هنتلي على موقع الاتحاد الدولي لألعاب القوى (الإنجليزية)
- جوني هنتلي على موقع اللجنة الأولمبية الدولية (الإنجليزية)
- جوني هنتلي على موقع أوليمبيديا (الإنجليزية)